# Santa Casa da Misericórdia de Peniche

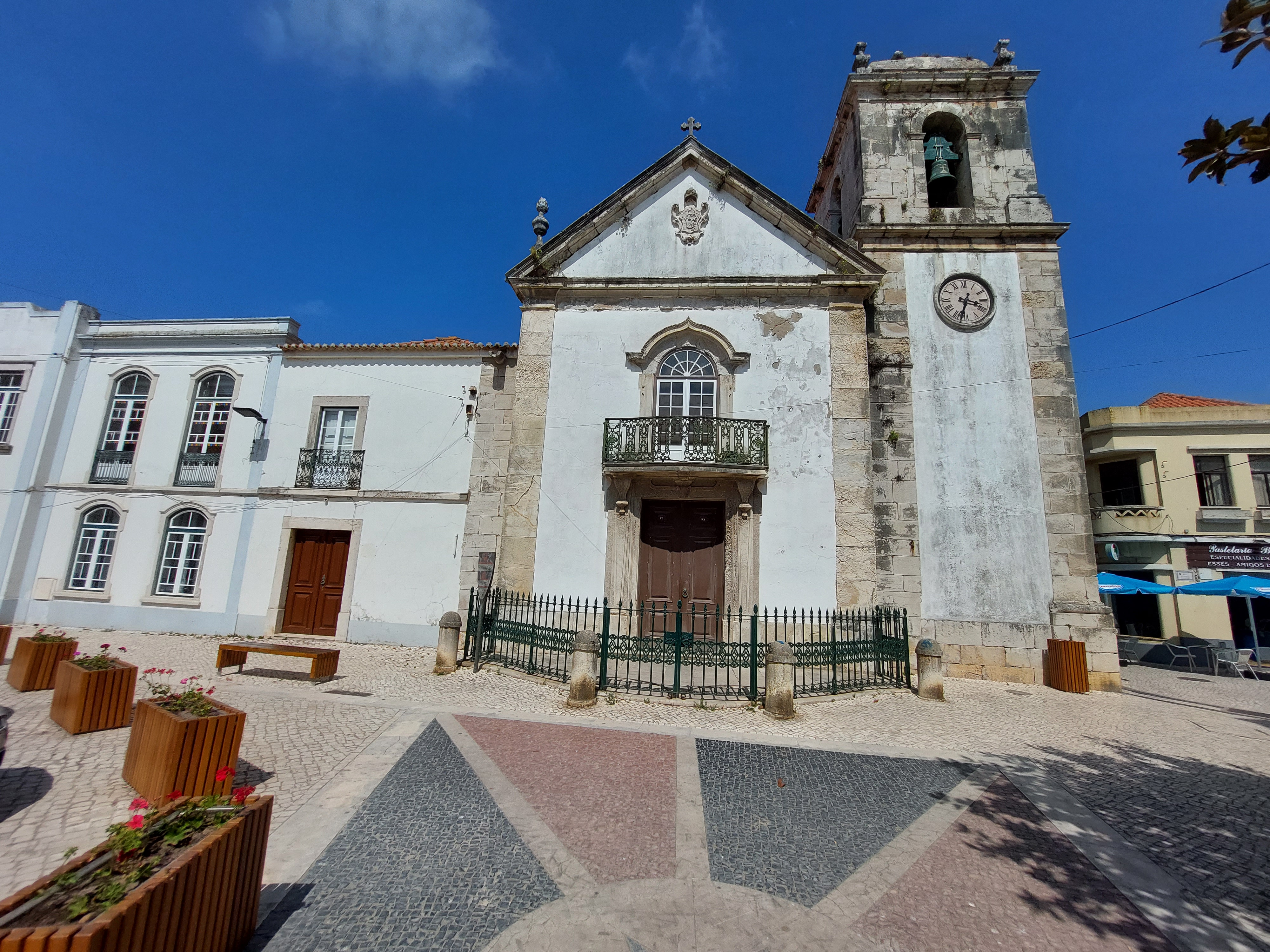
Igreja da Misericórdia de Peniche

A Santa Casa da Misericórdia de Peniche, abreviatura de Irmandade da Santa Casa da Misericórdia de Peniche (SCMP), é uma instituição sem fins lucrativos composta por união de fiéis católicos, constituída na ordem jurídica canónica, visando cumprir a prática das 14 Obras da Misericórdia na região onde se localizam. Esta irmandade é gerida por uma Mesa Administrativa (Direção) constituída por 7 elementos e presidida pelo Provedor, atualmente pelo Senhor Provedor Emídio Manuel Tavares Barradas.

## Descrição e história
A instituição foi criada em 1626,  e o seu Compromisso foi aprovado três anos depois, em 1629. O seu edifício sede constitui um antigo hospital da instituição. Algumas das atividades organizadas pela SCMP são a Educação Infantil, Geriatria e o apoio social à comunidade que a qual é constituída pela Creche Santa Isabel, pelo Centro Infantil “O Traquinas”, pelo Infantário de Sant’Ana, pelas valência de Lar e centro de Dia da Casa Nª Sª do Rosário, Serviço de Apoio Domiciliário, Cantinas Sociais e Rede Local de Intervenção Social. Todas estas atividades são apoiadas pelo Centro Regional de Segurança Social de Leiria (CRSSL).
Para além do apoio dos Serviços Regionais da Segurança Social, o financiamento da irmandade é feito através das comparticipações familiares dos utentes, das quotizações dos irmãos, dos rendimentos dos bens próprios e de dádivas e subsídios de entidades oficiais e de particulares.
A instituição possui uma igreja própria, construída no século XVII, e que está classificada como Imóvel de Interesse Público.
Em 2018, foram concluídas as obras do Lar, Centro de Dia e Serviço de Apoio Domiciliário da Santa Casa da Misericórdia de Peniche, intervenção que contou com o apoio financeiro da Santa Casa da Misericórdia de Lisboa, através do Fundo Rainha Dona Leonor. Em 2023 a instituição esteve envolvida num processo polémico, durante o qual uma médica de clínica geral esperou cerca de sete meses por uma autorização para começar a trabalhar na extensão de saúde da Atouguia da Baleia, tendo a médica entrado em funções em Março desse ano, após ter sido assinado um acordo entre a Misericórdia de Peniche e as entidades ligadas à saúde. O presidente da Junta de Freguesia, António Salvador, considerou o processo de contratação como «vergonhoso», devido ao grande atraso por parte das autoridades de saúde, numa região em que havia uma grande falta de médicos de família.